# منزل سابوري
منزل سابوري (بالفارسية: خانه شاپوری) هو منزل تاريخي يعود إلى عصر دولة بهلوية، ويقع في شيراز.

## معرض الصور

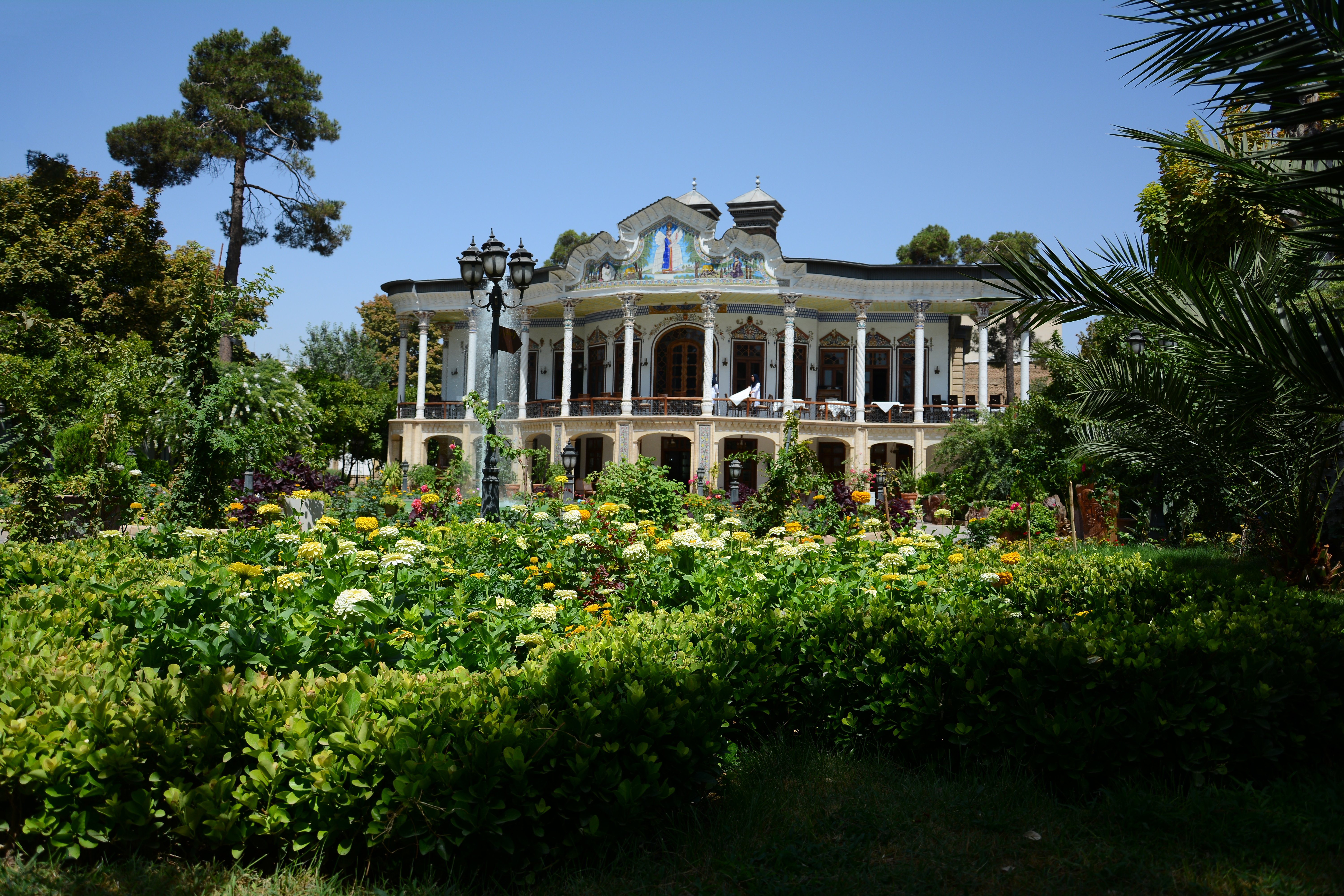
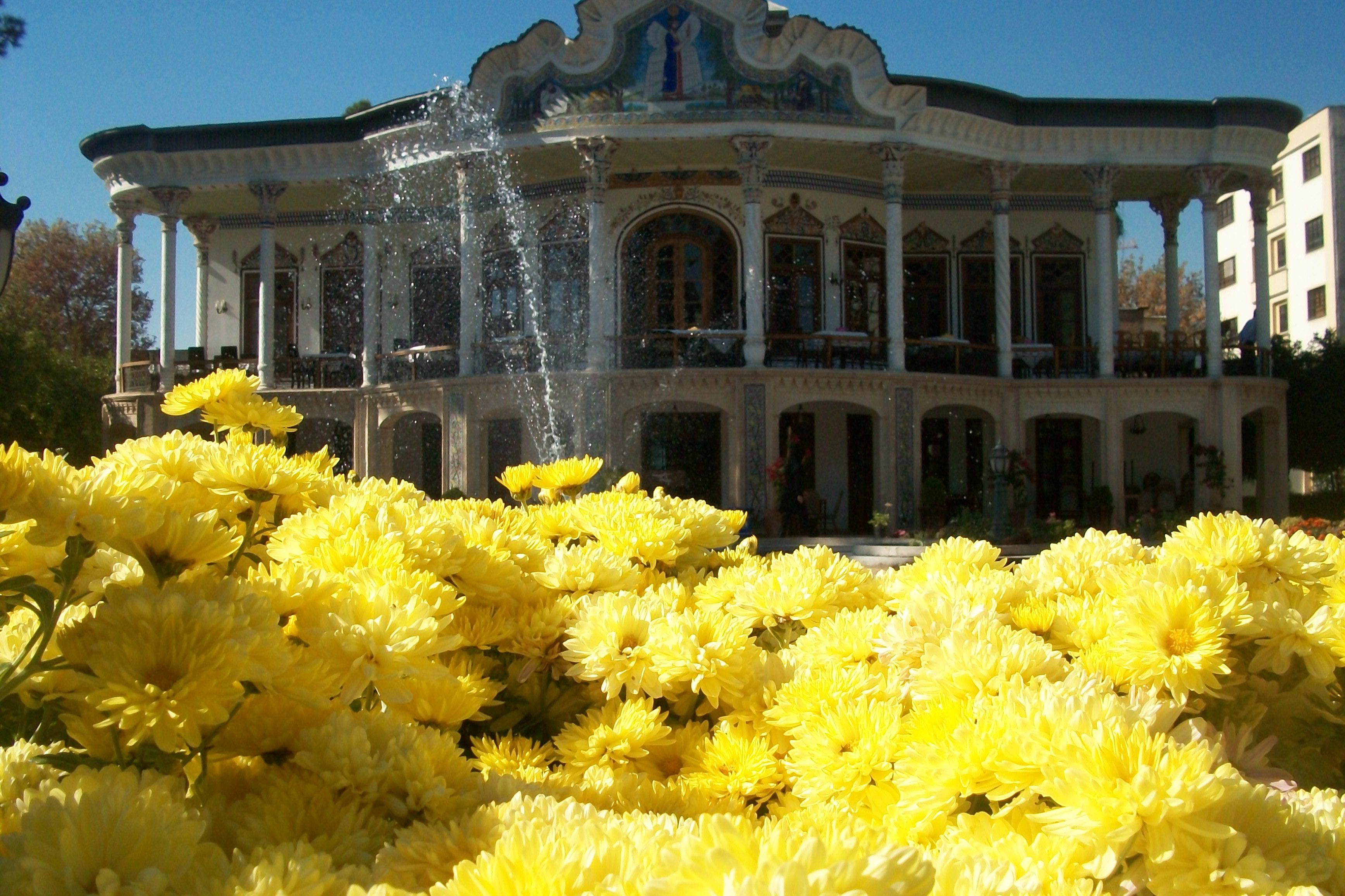
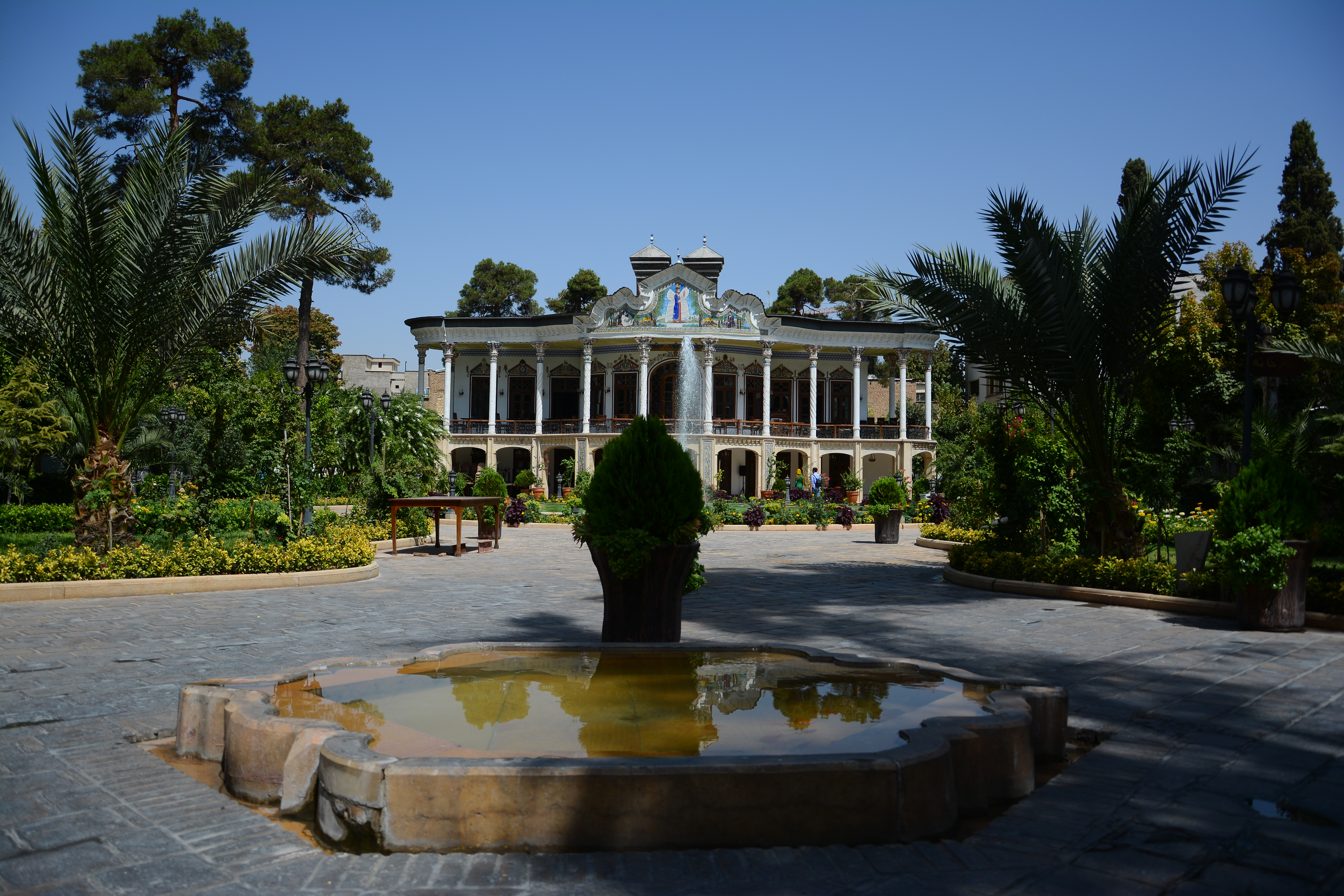